# De Vaernewyck

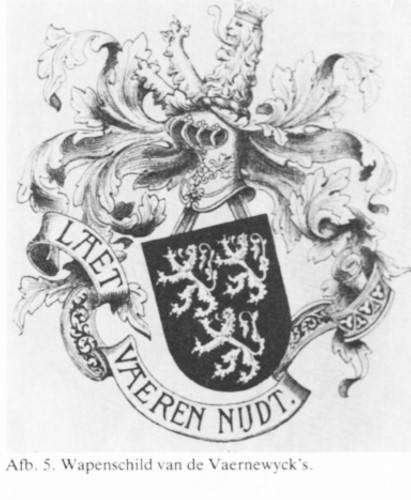
Wapen van de familie De Vaernewyck

De Vaernewyck en De Vaernewyck d'Angest is een Zuid-Nederlandse adellijke familie.

## Geschiedenis
De eerste vermelding van een Vaernewijck was in 1260 ridder Simon van Vaernewijck. Zijn naam wordt vermeld onder de deelnemers aan de Guldensporenslag. Ridder Iwein van Vaernewijck werd in 1310 vermeld als baljuw van Dendermonde, in 1312 als baljuw van Brugge, in 1333 als baljuw van Veurne en in 1334 als baljuw van het Land van Aalst. Jehan de Vaernewijck, heer van Eksaarde, was in 1417 baljuw van het Land van Waas, in 1422 baljuw van Aalst en Geraardsbergen en in 1423 baljuw van Dendermonde. 
In de zestiende eeuw waren Marcus Vaernewyck, heer van Steenkerke en Catherine van Sleehaut, de ouders van
- Pieter Vaernewyck († 1566), deken van de Gentse Sint-Lucasgilde, die afstammelingen had;
- Marcus van Vaernewyck (1518-1568), vermaard kroniekschrijver, die trouwde en kinderen had, maar geen verdere afstammelingen.

In 1657 werd door koning Filips IV van Spanje de riddertitel toegekend aan Denis Vaernewyck.
- Floris de Vaernewyck (1650-1721), zoon van Denis, trouwde met Marie-Barbe de Hellin (1660-1698).
  - Claude de Vaernewyck (1693-1750), trouwde met Marie-Thérèse de Hellin (1696-1768), burggravin van Angest.
    - François de Vaernewyck (1737-1800), schepen van Gent en van de Oudburg, trouwde met Isabelle Dons de Lovendeghem (1738-1807).
      - Charles Constantin de Vaernewyck d'Angest (zie hierna).
      - Louis de Vaernewyck (zie hierna).

  - Jean de Vaernewyck (1695-1761), trouwde met Hélène van Crombrugghe (1684-1717).
    - Georges de Vaernewyck (1724-1803), trouwde met Marie de Siqueyra.
      - Albert de Vaernewyck (zie hierna).

## Charles de Vaernewyck d'Angest
Charles Constantin Marie Bavon Ghislain de Vaernewyck (Gent, 1 oktober 1767 - 24 maart 1835), zoon van François de Vaernewyck, werd in 1816, onder het Verenigd Koninkrijk der Nederlanden, erkend in de erfelijke adel, met de titel burggraaf, overdraagbaar bij eerstgeboorte en benoemd in de Ridderschap van de provincie Oost-Vlaanderen. Hij werd kamerheer van koning Willem I der Nederlanden en lid van de Eerste Kamer der Staten-Generaal. Hij trouwde in 1796 met Julienne de Lauretan (1775-1806) en hertrouwde in 1816 met Joséphine de Baillet (1782-1866), dochter van Jean de Baillet. Hij kreeg zes dochters, die weliswaar adellijk trouwden, maar de naam niet konden doorgeven. Met de dood van Charles Constantin doofde deze familietak uit.

## Louis de Vaernewyck
Louis Marie Charles Ghislain Vaernewyck (Gent, 7 mei 1769 - 23 maart 1836), broer van Charles-Constantin, lid van de Provinciale Staten van Oost-Vlaanderen, werd in 1816 erkend in de erfelijke adel en benoemd in de Ridderschap van Oost-Vlaanderen. Hij bleef vrijgezel.

## Albert de Vaernewyck
Albert Philippe Charles de Vaernewyck (Brussel, 21 juli 1762 - Mechelen, 5 december 1841), licentiaat in de rechten, werd in 1816 erkend in de erfelijke adel en benoemd in de Ridderschap van de provincie Antwerpen. Hij trouwde in 1792 met Jeanne Nys (1755-1840). Ze kregen vijf kinderen. Onder het ancien régime was hij advocaat bij de Grote Raad van Mechelen.
Zijn zoon was Antoine de Vaernewyck (1797-1870), die in 1847 de titel burggraaf kreeg, overdraagbaar bij eerstgeboorte. Hij trouwde met barones Leonie van Zuylen van Nyevelt (1828-1854) en ze hadden een zoon die overleed de dag na zijn geboorte. Hij hertrouwde met Marie van Hoobrouck (1826-1893), een huwelijk dat kinderloos bleef.